# Police et Patrie
Police et Patrie (česky Policie a Vlast) byla během druhé světové války francouzská odbojová skupina pařížské policie.
Nahradila v roce 1943 skupinu "Police", která existovala v části odbojového hnutí řízeného socialistickým vedením Libération-Nord. Skupinu vedl Henri Ribière (1897-1956) a jejími členy byli příslušníci policejní prefektury. Svou činnost rozšířila i mimo Paříž na území departementu Seine-et-Oise. Skupina se podílela na osvobození Paříže připojením ke stávce pařížské policie a povstání policejní prefektury v srpnu 1944. Také sehrála významnou roli při bojích na jihu Île-de-France.